# Anastase Mutabazi
Anastase Mutabazi (* 24. Dezember 1952 in Birenga) ist emeritierter Bischof von Kabgayi. 

## Leben
Anastase Mutabazi empfing am 25. Juli 1980 die Priesterweihe und wurde in den Klerus des Bistums Kibungo inkardiniert.
Papst Johannes Paul II. ernannte ihn am 13. März 1996 zum Bischof von Kabgayi. Der emeritierter Bischof von Kibungo, Joseph Sibomana, weihte ihn am 26. Mai desselben Jahres zum Bischof; Mitkonsekratoren waren Thaddée Ntihinyurwa, Erzbischof von Kigali, und Frédéric Rubwejanga, Bischof von Kibungo.
Von seinem Amt trat er am 10. Dezember 2004 zurück.